# Martin Staszko
Martin Staszko (* 22. června 1976 Třinec) je český hráč pokeru. V roce 2011 se probojoval do finále hlavního turnaje Světové pokerové série (Main Event World Series of Poker – WSOP), kde jej porazil Němec Pius Heinz. Poker hraje čtyři a půl roku, profesionálně se mu začal věnovat v roce 2010. Na špičkové úrovni hraje už dvacet let šachy. V šipkách se stal akademickým mistrem republiky.

## Finále Světové pokerové série
V červenci 2011 postoupil do finále jako lídr s 40 175 000 žetony a zajistil si výhru 13 milionů korun. Nejslabší finalista Samuel Holden získal jen cca 12 milionů žetonů. 7. listopadu se Staszko dostal mezi 3 nejlepší finalisty a zajistil si výhru 72 milionů korun.
9. listopadu 2011 se ve finále WSOP umístil druhý a celkově tak vydělal 5 433 086 dolarů (v přepočtu 98 milionů korun), což z něj dělá historicky nejúspěšnějšího hráče pokeru v ČR.
16. listopadu 2011 byl Stazsko oceněn v rodném Třinci pamětní medailí s flanelovou košilí, která symbolizuje jeho úspěch v Las Vegas. Ocenění mu předala starostka města Věra Palkovská za šíření dobrého jména města Třince.
Po svém umístění na WSOP se Staszko stal členem týmu PokerStars Pro.